# Selección de rugby de Uruguay
La selección de rugby de Uruguay, más conocida como Los Teros, representa al país en las competiciones de rugby masculino. Habitualmente se encuentra entre los puestos 16° y 20.º entre los equipos nacionales, según el ranking de la World Rugby  y su mejor ubicación histórica fue en mayo del 2005 al alcanzar la 14.ª posición. A comienzos de julio de 2023, se encuentra en el 17° lugar del ranking mundial.
Históricamente es considerada como la 2.º mejor selección entre las afiliadas a Sudamérica Rugby.
Han jugado al rugby a nivel internacional desde 1948. Se han clasificado cinco veces para la Copa Mundial de Rugby, en 1999, 2003, 2015, 2019 y 2023. 
Uruguay ha ganado el Sudamericano de Rugby en cuatro ocasiones, la primera en 1981, posteriormente obtuvo las ediciones 2014, 2016 y 2017.
Ha ganado la mayoría de sus enfrentamientos ante sus otros rivales del Cono Sur (Chile, Brasil y Paraguay), excepto contra Argentina. Logró numerosas victorias ante Canadá y Estados Unidos, pero su saldo aún es negativo frente a estos dos seleccionados. Mantiene un saldo positivo frente a Rusia y Portugal, en tanto que ha logrado victorias ante  Fiyi, Japón, Georgia y Rumania.
Es organizada por la Unión de Rugby del Uruguay (URU).

## Historia
Su sede se encuentra en el Estadio Charrúa en Montevideo con capacidad para 14.000 personas.

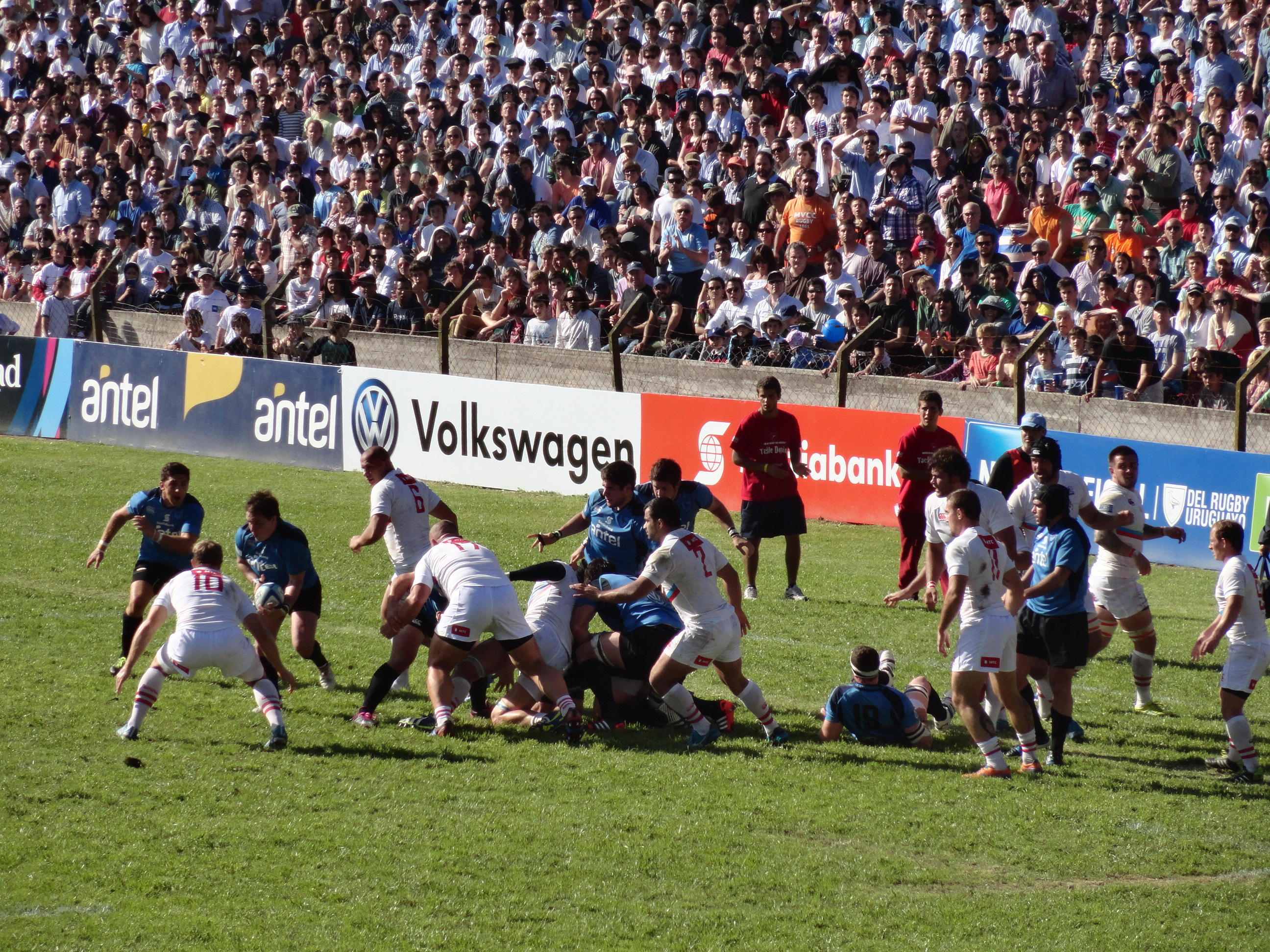
Partido de repechaje por la Copa Mundial de Rugby 2015 entre Uruguay y Rusia

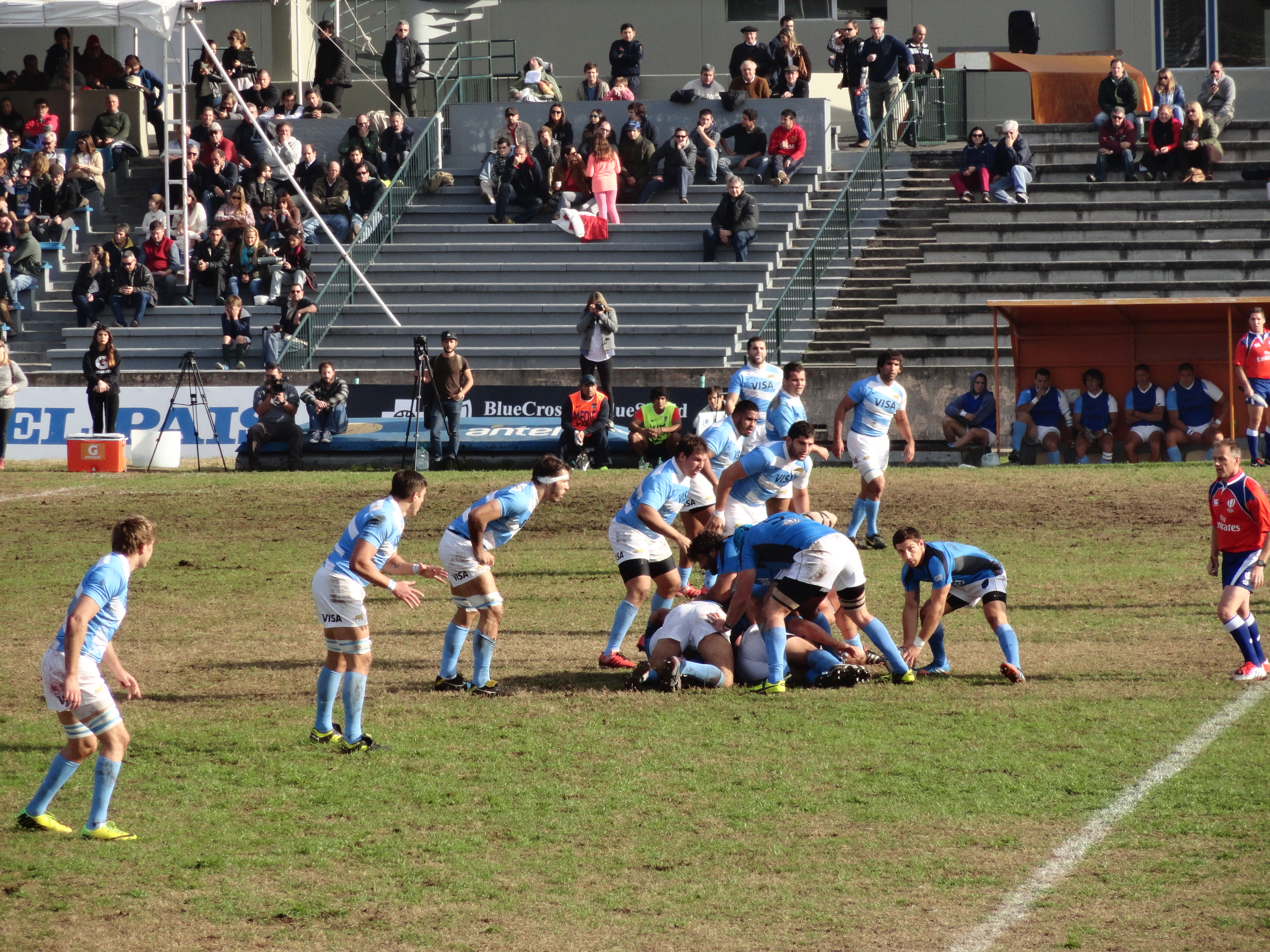
Partido de preparación la Copa Mundial de Rugby 2015 entre Uruguay y Argentina XV

El primer partido internacional de la selección uruguaya fue en Buenos Aires, el 5 de agosto de 1948 cuando se midió con Chile y perdió por 21 - 3. Sin embargo, el primer partido oficial fue el 9 de septiembre de 1951 también en Buenos Aires ante Argentina por el Torneo Internacional ABCU (Argentina, Brasil, Chile, Uruguay), disputado en adhesión a los primeros Juegos Panamericanos (posteriormente considerado como Torneo Sudamericano). El debut celeste fue derrota por 62 - 0, pero días después, el 13 de septiembre, conquistó su primera victoria, ante Chile 8 - 3, y luego venció a Brasil 17 - 10 logrando el vicecampeonato. Los directivos Carlos E. Cat, Domingo Tricánico y James (Jimmy) Yorston fueron los entrenadores y Carlos Cat el capitán.
En 1981 gana el XII Sudamericano de Rugby, cuando en Montevideo los Teros ganan por amplia diferencia a las selecciones de Paraguay, Brasil y Chile. Argentina no se presentó en esa oportunidad
En 1994 asume como entrenador Daniel Herrera junto a Pastor Silva y nace el período de mayor auge y promoción de la selección como “Teros”, nombre utilizado por los periodistas desde 1973, en referencia al ave autóctona.
Herrera, entre otros méritos, logró la primera clasificación a un Mundial, para Gales 1999. Allí Los Teros debutan con un claro triunfo sobre España.
En 2001 Diego Ormaechea y Marcelo Nicola, referentes históricos de la selección, asumen la dirección técnica de "los celestes" y logran nada menos que clasificar a su segundo Mundial: Australia 2003. En aquella edición, logran obtener un histórico triunfo sobre el quince de Georgia. En la clasificación para el Mundial 2007, Uruguay pierde la clasificación ante Portugal jugando una etapa de ida y vuelta, y quedándose en la puerta por tan sólo un punto. Para la eliminatoria del Mundial 2011, luego de varias deserciones de entrenadores, en el último año de proceso, asume en forma gratuita, el argentino Gonzalo Camardón, quien con varias trabas y renuncias logra sacar el mejor rendimiento posible del equipo, empatando de local ante Rumania y perdiendo en Bucarest por 39 - 12, en la última etapa de la clasificación, cerrando así el sueño mundialista de unos pocos.

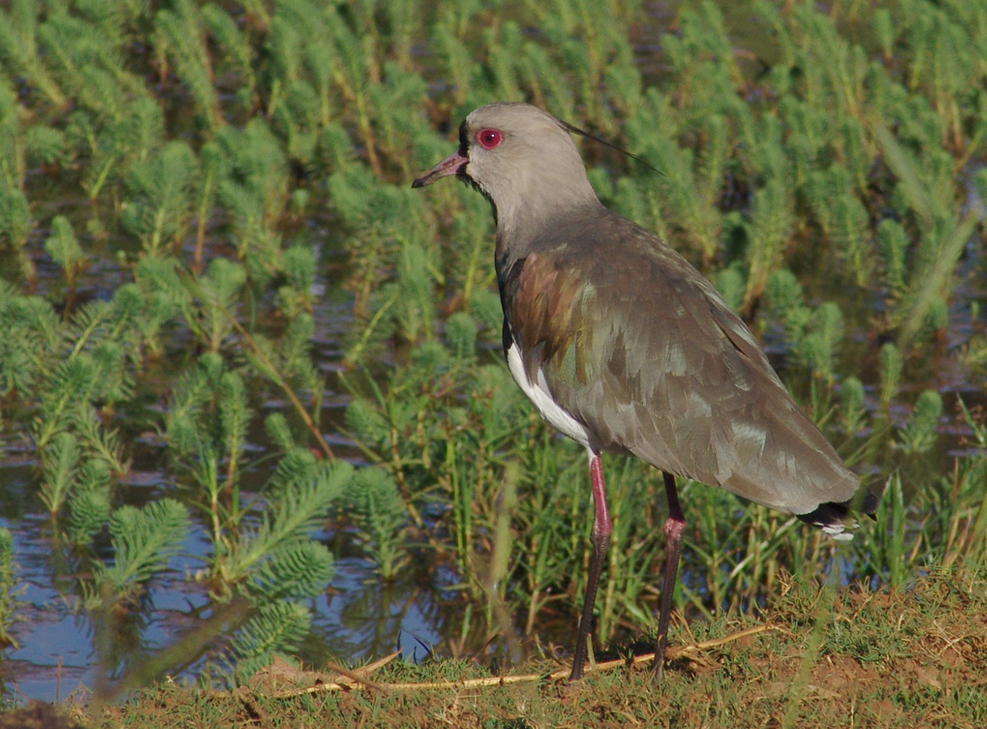
El Tero, emblema del Seleccionado Uruguayo de Rugby

Uruguay no pudo clasificarse para la Copa Mundial de Rugby de 2011. Había ganado el Sudamericano de Rugby A 2009 al derrotar a Brasil y a Chile en el Estadio Charrúa, luego perdió frente a los Estados Unidos 22 - 27 y 6 - 27. En la repesca, Uruguay derrotó a Kazajistán 44 - 7, pero en la batalla por el puesto 20.º y último en la Copa Mundial de Rugby de 2011, Uruguay empató con Rumania en casa 21 - 21 y perdió 12 - 32 en Bucarest.
En 2011 asume otro referente y exjugador de la selección: Pablo Lemoine. Con Lemoine a la cabeza, se inicia un nuevo proceso con dudas y altibajos, pero se cierra el año con buen nivel de juego en la gira por Europa, donde enfrentaron a Portugal y España.
Durante la fase de clasificación americana para el Mundial de Rugby 2015, Uruguay ganó el Sudamericano de Rugby A 2013, logrando victorias en el Estadio Charrúa contra Brasil (58 - 7) y Chile (23 - 9). En marzo de 2014, se enfrentó a los Estados Unidos en un playoff NACRA-CONSUR para el último lugar de la clasificación de América, empató en casa 27 - 27, pero perdió fuera 32 - 13, todavía le quedaba la búsqueda del último cupo de la repesca, donde derrotó a Hong Kong 28 - 3 de local, para enfrentarse a Rusia y último en la Copa Mundial de Rugby de 2011. Uruguay se clasificó derrotando a Rusia por un marcador agregado de 57 - 49 en la serie de dos partidos, el segundo partido en casa resultó 36 - 27 en un casi repleto Estadio Charrúa. En el Grupo A de la Copa no logró ganar ningún partido y no pasó a cuartos de final.
En 2016, Uruguay se queda con el 4° puesto del Americas Rugby Championship, ya en el 2017 logra su mejor posición hasta ese momento en el certamen, el 3° puesto. Ese mismo año comenzó la fase de clasificación americana para el Mundial de Rugby 2019 donde a Uruguay le tocó un grupo con Chile (Los Cóndores), Brasil (Los Tupis) y Paraguay (Los Yacarés) a los cuales derrotó y eliminó. Luego, mientras se esperaba el reinicio de estas eliminatorias, disputó la edición de ese año de la Nations Cup, donde salió campeón luego de ganar a Rusia, Italia y España. En enero de 2018, se reanudó las eliminatorias rumbo al Mundial del 2019, Uruguay tendría entonces que disputar un partido de ida y vuelta contra Canadá (Los Canucks). Uruguay arrancó ganando el primer partido (28-39) en Vancouver y definió la serie en Montevideo ganando 32 a 31, con 13000 personas en las tribunas del Estadio Charrúa, clasificando de forma directa como América 2.
En la Nations Cup 2018 Uruguay derrotó por primera vez a un seleccionado Argentino en un partido oficial, por un marcador de 26 a 20.
En el Mundial del 2019, Los Teros debutaron con una victoria por 30-27 sobre Fiyi, número del diez del ranking mundial. Aprovechó varios contragolpes para llegar al descanso con un marcador de 24-12. En el segundo tiempo, Uruguay administró la ventaja y tuvo la fortuna de que Fiyi, que logró cinco tries, falle en la conversión en cuatro de ellos. Los Teros lograron así su tercera victoria en la historia del torneo.  En este triunfo Los Teros batieron su récord de puntos en partido de un Mundial, desde su primera participación, en 1999, cuando derrotaron a España por 27-15. Además, Felipe Berchesi se convirtió en el máximo goleador charrúa de la historia de los Mundiales con 30 puntos (tras los quince que logró en 2015), superando a Diego Aguirre.

## Uniforme
El uniforme principal para la Copa Mundial de Rugby Inglaterra 2015 es con la camiseta celeste con vivos negro y el short y las medias negras. El segundo uniforme tiene camiseta blanca con vivos celestes, short blanco y medias celeste. Fue vestida para esa ocasión por las marca australiana Kooga, antes estuvo patrocinada por las marcas MC3, SyF y por Kappa. En la actualidad la vestimenta utilizada es de la marca "Teros", una línea propia creada por la Unión de Rugby del Uruguay, donde el celeste es el color dominante, conteniendo vios blancos y dorados en cuello y mangas.

## Estadísticas
Hasta el 15 de junio de 2019, Uruguay había ganado 138 de sus 304 test matches, con un porcentaje de victorias de 45.39%.
Uruguay tiene un récord positivo ante todos sus rivales sudamericanos, excepto ante Argentina.
En relación con equipos de la División 2, Uruguay tiene resultados positivos con Portugal y Rusia, negativa con Estados Unidos, España, Georgia, Canadá y Rumania.
Abajo hay una tabla representativa de los test matches jugados por un equipo XV nacional de Uruguay hasta el 26 de julio de 2025.
| Oponente                    | Jugados | Ganados | Perdidos | Empatados | % de victorias |
| --------------------------- | ------- | ------- | -------- | --------- | -------------- |
| Alemania                    | 1       | 0       | 1        | 0         | 0.0%           |
| Argentina                   | 43      | 0       | 43       | 0         | 0.0%           |
| Argentina XV                | 30      | 6       | 24       | 0         | 20%            |
| Australia                   | 2       | 0       | 2        | 0         | 0.0%           |
| Bélgica                     | 1       | 1       | 0        | 0         | 100.0%         |
| Brasil                      | 30      | 27      | 3        | 0         | 90.0%          |
| Canadá                      | 13      | 5       | 8        | 0         | 38.4%          |
| Canada A                    | 2       | 0       | 2        | 0         | 0.0%           |
| Chile                       | 55      | 42      | 12       | 1         | 76.3%          |
| Emerging Ireland            | 3       | 0       | 3        | 0         | 0.0%           |
| Escocia                     | 2       | 0       | 2        | 0         | 0.0%           |
| Escocia A                   | 1       | 0       | 1        | 0         | 0.0%           |
| España                      | 15      | 7       | 8        | 0         | 46.6%          |
| Estados Unidos              | 20      | 4       | 15       | 1         | 20.0%          |
| USA Select XV               | 3       | 1       | 2        | 0         | 33.3%          |
| Fiyi                        | 4       | 1       | 3        | 0         | 25.0%          |
| Fiyi Warriors               | 5       | 1       | 4        | 0         | 20.0%          |
| Fiyi XV                     | 1       | 0       | 1        | 0         | 0.0%           |
| Francia                     | 2       | 0       | 2        | 0         | 0.0%           |
| Francia XV                  | 3       | 0       | 3        | 0         | 0.0%           |
| Gales                       | 2       | 0       | 2        | 0         | 0.0%           |
| Georgia                     | 7       | 2       | 5        | 0         | 28.5%          |
| Hong Kong China             | 1       | 1       | 0        | 0         | 100.0%         |
| Inglaterra                  | 2       | 0       | 2        | 0         | 0.0%           |
| Italia                      | 6       | 0       | 6        | 0         | 0.0%           |
| Italia A                    | 5       | 2       | 3        | 0         | 40.0%          |
| Japón                       | 6       | 1       | 5        | 0         | 16.6%          |
| Junior Springboks           | 1       | 0       | 1        | 0         | 0.0%           |
| Kazajistán                  | 1       | 1       | 0        | 0         | 100.0%         |
| Marruecos                   | 2       | 1       | 1        | 0         | 50.0%          |
| Namibia                     | 6       | 5       | 1        | 0         | 83.3%          |
| Nueva Zelanda               | 1       | 0       | 1        | 0         | 0.0%           |
| Nueva Zelanda XV            | 1       | 0       | 1        | 0         | 0.0%           |
| Paraguay                    | 27      | 26      | 0        | 1         | 96.2%          |
| Perú                        | 1       | 1       | 0        | 0         | 100.0%         |
| Portugal                    | 10      | 7       | 3        | 0         | 70.0%          |
| Rumania                     | 15      | 5       | 9        | 1         | 33.3%          |
| Rusia                       | 10      | 6       | 4        | 0         | 60.0%          |
| Samoa                       | 1       | 0       | 1        | 0         | 0.0%           |
| Sudáfrica                   | 3       | 0       | 3        | 0         | 0.0%           |
| South Africa President's XV | 1       | 0       | 1        | 0         | 0.0%           |
| Sudamérica XV               | 1       | 1       | 0        | 0         | 100.0%         |
| Tonga                       | 1       | 0       | 1        | 0         | 0.0%           |
| Venezuela                   | 1       | 1       | 0        | 0         | 100.0%         |
| Total                       | 348     | 155     | 189      | 4         | 44.54%         |

## Plantel actual
El 1 de julio de 2024, Rodolfo Ambrosio anunció la selección para la Ventana internacional de julio de 2024.
| Nombre                       | Posición      | Edad          | PJ            | Puntos        | Club                  |
| Primera Línea                | Primera Línea | Primera Línea | Primera Línea | Primera Línea | Primera Línea         |
| ---------------------------- | ------------- | ------------- | ------------- | ------------- | --------------------- |
| Germán Kessler               | Hooker        | 31 años       | 65            | 15            | Rouen Normandie Rugby |
| Joaquín Myszka               | Hooker        | 23 años       | 0             |               | Peñarol Rugby         |
| Guillermo Pujadas            | Hooker        | 28 años       | 31            | 5             | Chicago Hounds        |
| Diego Arbelo                 | Pilar         | 30 años       | 21            | 0             | Rugby Colorno         |
| Mathias Franco               | Pilar         | 29 años       | 4             |               | Peñarol Rugby         |
| Ignacio Peculo               | Pilar         | 26 años       | 16            | 0             | Chicago Hounds        |
| Mateo Perillo                | Pilar         | 24 años       | 2             |               | Peñarol Rugby         |
| Reinaldo Piussi              | Pilar         | 26 años       | 6             | 0             | Miami Sharks          |
| Mateo Sanguinetti            | Pilar         | 33 años       | 84            | 20            | Peñarol Rugby         |
| Segunda Línea                |               |               |               |               |                       |
| Felipe Aliaga                | Segunda Línea | 25 años       | 8             | 0             | Peñarol Rugby         |
| Ignacio Dotti                | Segunda Línea | 30 años       | 62            | 20            | Old Glory DC          |
| Manuel Leindekar             | Segunda Línea | 28 años       | 32            | 5             | Oyonnax               |
| Diego Magno                  | Segunda Línea | 36 años       | 105           |               | American Raptors      |
| Agustín Moráles              | Segunda Línea | 27 años       | 0             |               | Peñarol Rugby         |
| Tercera Línea                |               |               |               |               |                       |
| Manuel Ardao                 | Ala           | 26 años       | 27            | 10            | Miami Sharks          |
| Lucas Bianchi                | Ala           | 24 años       | 12            | 5             | Peñarol Rugby         |
| Santiago Civetta             | Ala           | 27 años       | 30            | 10            | Peñarol Rugby         |
| Manuel Rosmarino             | Ala           | 22 años       | 0             |               | Peñarol Rugby         |
| Carlos Deus                  | Octavo        | 24 años       | 6             | 5             | Peñarol Rugby         |
| Manuel Diana                 | Octavo        | 29 años       | 41            | 35            | Peñarol Rugby         |
| Medio Scrum                  |               |               |               |               |                       |
| Santiago Álvarez             | Medio Scrum   | 23 años       | 7             | 0             | Peñarol Rugby         |
| Santiago Arata               | Medio Scrum   | 28 años       | 49            | 76            | Castres Olympique     |
| Apertura-Centro              |               |               |               |               |                       |
| Felipe Etcheverry            | Apertura      | 29 años       | 17            | 6             | Miami Sharks          |
| Matías D'Avanzo              | Apertura      | 26 años       |               |               | Peñarol Rugby         |
| Felipe Arcos Pérez           | Centro        | 24 años       | 10            | 0             | Peñarol Rugby         |
| Tomás Inciarte               | Centro        | 28 años       | 35            | 15            | Miami Sharks          |
| Juan Manuel Alonso           | Centro        | 23 años       | 10            | 0             | Peñarol Rugby         |
| Joaquín Suárez               | Centro        | 21 años       | 0             |               | Peñarol Rugby         |
| Andrés Vilaseca (C)          | Centro        | 34 años       | 79            | 0             | Rugby Club Vannes     |
| Wing-Fullback                |               |               |               |               |                       |
| Ignacio Álvarez              | Fullback      | 23 años       | 1             |               | Peñarol Rugby         |
| Baltazar Amaya               | Wing          | 26 años       | 11            | 20            | Teros 7               |
| Bautista Basso               | Wing          | 24 años       | 7             | 5             | Teros 7               |
| Ignacio Facciolo             | Wing          | 23 años       | 1             | 0             | Peñarol Rugby         |
| Nicolás Freitas              | Centro        | 32 años       | 54            | 56            | RC Vannes             |
| Juan Bautista Hontou         | Fullback      | 23 años       | 0             |               | Peñarol Rugby         |
| Gastón Mieres                | Fullback      | 35 años       | 84            | 65            | Peñarol Rugby         |
| Mateo Viñals                 | Wing          | 26 años       | 4             |               | Peñarol Rugby         |
| Entrenador: Rodolfo Ambrosio |               |               |               |               |                       |

## Jugadores históricos
| Nombre                  | Club                    |
| ----------------------- | ----------------------- |
| Francisco de los Santos | Retirado                |
| Nicolás Brignoni        | Retirado                |
| Marcelo Calandra        | Retirado                |
| Alfonso Cardoso         | Retirado                |
| Diego Lamelas           | Retirado                |
| Pablo Lemoine           | Retirado                |
| Diego Magno             | Montevideo Cricket Club |

## Palmarés
- Nations Cup (3): 2017, 2018, 2019
- Copa Intercontinental (1): 2004[17]
- Sudamericano (4): 1981,[18] 2014, 2016, 2017[19][20]

## Participación en copas
| - Nueva Zelanda 1987: no invitado - Inglaterra 1991: no entró - Sudáfrica 1995: no clasificó - Gales 1999: 3.º en el grupo - Australia 2003: 4.º en el grupo - Francia 2007: no clasificó - Nueva Zelanda 2011: no clasificó - Inglaterra 2015: 5.º en el grupo - Japón 2019: 5° en el grupo - Francia 2023: 4° en el grupo - Australia 2027: por clasificar - Panamericano 1995: 3.º puesto (último) - Panamericano 1996: 4.º puesto (último) - Panamericano 1998: 4.º puesto (último) - Panamericano 2001: 4.º puesto (último) - Panamericano 2003: 4.º puesto (último) - Nations Cup 2008: 5.º puesto - Nations Cup 2009: 6.º puesto (último) - Nations Cup 2012: 4.º puesto - Nations Cup 2014: 3.º puesto - Nations Cup 2016: 5.º puesto - Nations Cup 2017: Campeón invicto - Nations Cup 2018: Campeón invicto - Nations Cup 2019: Campeón - Americas Rugby Championship 2012: 3.º puesto - Americas Rugby Championship 2013: 4.º puesto (último) - Americas Rugby Championship 2014: 4.º puesto (último)* - Americas Rugby Championship 2016: 4.º puesto - Americas Rugby Championship 2017: 3.º puesto - Americas Rugby Championship 2018: 3.º puesto - Americas Rugby Championship 2019: 2.º puesto - Americas Rugby Championship 2020: cancelado (*) disputado con el segundo equipo: Uruguay A - Torneo de L'Aquila 1999: 3.º puesto - Copa Intercontinental 2004: Campeón invicto - Copa Intercontinental 2005: 2.º puesto - Churchill Cup 2010: 6.º puesto (último) - Tbilisi Cup 2013: 4.º puesto (último) - Tbilisi Cup 2015: 4.º puesto (último) | - Sudamericano 1951: 2.º puesto - Sudamericano 1958: 3.º puesto - Sudamericano 1961: 3.º puesto - Sudamericano 1964: 3.º puesto - Sudamericano 1967: 3.º puesto (último) - Sudamericano 1969: 3.º puesto (último) - Sudamericano 1971: 3.º puesto - Sudamericano 1973: 2.º puesto - Sudamericano 1975: 3.º puesto - Sudamericano 1977: 2.º puesto - Sudamericano 1979: 2.º puesto - Sudamericano 1981: Campeón invicto - Sudamericano 1983: 2.º puesto - Sudamericano 1985: 2.º puesto - Sudamericano 1987: 2.º puesto - Sudamericano 1989: 2.º puesto - Sudamericano 1991: 2.º puesto - Sudamericano 1993: 2.º puesto - Sudamericano 1995: 2.º puesto - Sudamericano 1997: 2.º puesto - Sudamericano 1998: 2.º puesto - Sudamericano A 2000: 2.º puesto - Sudamericano A 2001: 2.º puesto - Sudamericano A 2002: 2.º puesto - Sudamericano A 2003: 2.º puesto - Sudamericano A 2004: 2.º puesto - Sudamericano A 2005: 2.º puesto - Sudamericano A 2006: 2.º puesto - Sudamericano A 2007: 2.º puesto - Sudamericano A 2008: 2.º puesto - Sudamericano A 2009: 2.º puesto - Sudamericano A 2010: 2.º puesto - Sudamericano A 2011: 3.º puesto - Sudamericano A 2012: 2.º puesto - Sudamericano A 2013: 2.º puesto - Sudamericano A 2014: Campeón invicto - Sudamericano A 2015: 2.º puesto - Sudamericano A 2016: Campeón invicto - Sudamericano A 2017: Campeón invicto - Sudamericano A 2025: En disputa - Consur Cup 2014: 2.º puesto - Consur Cup 2015: 2.º puesto - SR Cup 2016: 2.º puesto - SR Cup 2017: 2.º puesto - Tour de Namibia 2000: ganó (1 - 0) - Tour a Namibia 2017: ganó (0 - 2) |